# ベラクルス (映画)

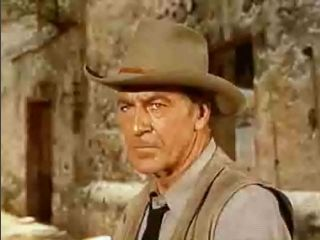
ゲーリー・クーパー(予告編から)

『ベラクルス』または『ヴェラクルス』（Vera Cruz）は、1954年にアメリカ合衆国で制作された映画。テクニカラーによるカラー作品、スーパースコープ。1866年、フランス干渉戦争中のメキシコを舞台とした西部劇である。

## あらすじ
1866年のメキシコ。元南軍兵士のベン・トレーンは生きる糧を求め、メキシコへとやってきた。途中、ジョー・エリンという男から馬を買うが、実はメキシコ軍からの盗まれたものであり、ベンはジョーと共に追われる身となる。
なんとか追撃を振り切った二人であったが、途中、ベンは落馬。その隙にジョーはベンの財布を狙うがベンに返り討ちにされる。ベンはジョーの馬を奪うが、ジョーの命は助け、加えて取り上げた拳銃すら返してしまう。
やがて、町へと着いたベンは、酒屋でならず者のドネガンらに絡まれるが、ジョーが現れ彼を救う。ジョーはメキシコにたむろするガンマンたちの顔役で、私利私欲のためには裏切りさえ辞さない悪党だったが、経験豊富で冷静かつ紳士的なベンをなぜか気に入り仲間に勧誘、ベンもそれ応じる。
やがて広場で政府側のアンリ・ド・ラボルデール侯爵と抵抗軍のラミレス将軍からそれぞれ勧誘を受ける。ラミレス将軍の陳情に心を動かされるベンであったが、高給を示したラボルデール侯爵にジョーと共につくことにする。
やがて王宮についた一行は歓待を受け、マクシミリアン皇帝と謁見する。皇帝は二人の銃の腕を評価し、フランスへと帰国する伯爵夫人マリーの護衛の任を得ることとなる。
港町ベラクルスを目指す一行。その途中、ベンは依然広場で助けたメキシコ娘、ニナと再会、再び彼女の命を救う。その後、ベンとジョーは荷馬車の中に、軍資金の300万ドルの金貨が隠されていることを知る。そこにマリーが現れ、金貨の山分けを餌に二人に強奪をそそのかす。
旅が進むにつれ、ベンはニナとジョーはマリーと関係を深め、やがてジョーはマリーと共にベンを出し抜き、金貨を強奪することを画策するが、動きを知ったラボルデール侯爵は、彼らに罠をかけ、マリーを拉致、ベラクルス要塞と立てこもる。
一方、ベンとジョーはラミレス将軍率いる抵抗軍に包囲されるが、報酬１０万ドルに加え、金貨の譲渡を条件に抵抗軍に加勢することとなる。ベンはニナを通じて抵抗軍の純真な意思に触れ、兵士としての気骨を取り戻していく。一方、ジョーはベンの心変わりを知り、金貨の独占を画策する。それぞれの思惑を含んだまま、ベラクレス要塞の総攻撃が開始され、ジョーとベンは対決のときを迎える。

## キャスト
| 役名                         | 俳優                     | 日本語吹替                    | 日本語吹替 |
| 役名                         | 俳優                     | NET版                         |            |
| ---------------------------- | ------------------------ | ----------------------------- | ---------- |
| ベン・トレーン               | ゲーリー・クーパー       | 黒沢良                        |            |
| ジョー・エリン               | バート・ランカスター     | 久松保夫                      |            |
| マリー・デュバル伯爵夫人     | デニーズ・ダーセル       | 来宮良子                      |            |
| アンリ・ド・ラボルデール侯爵 | シーザー・ロメロ         | 大木民夫                      |            |
| ニナ                         | サラ・モンティエル       |                               |            |
| マクシミリアン皇帝           | ジョージ・マクレディ     | 勝田久                        |            |
| ドネガン                     | アーネスト・ボーグナイン | 相模武                        |            |
| リトルビット                 | ジェームズ・マッカリオン | 田中康郎                      |            |
| テックス                     | ジャック・イーラム       | 渡部猛                        |            |
| アビレーン                   | ジェームズ・シーイ       | 緑川稔                        |            |
| ピッツバーグ                 | チャールズ・ブロンソン   | 大塚周夫                      |            |
| ラミレス将軍                 | モリス・アンクラム       | 河村弘二                      |            |
| ダネット大尉                 | ヘンリー・ブランドン     | 村瀬正彦                      |            |
| チャーリー                   | ジャック・ランバート     | 石森達幸                      |            |
| 不明 その他                  | N/A                      | 清川元夢                      |            |
| 日本語スタッフ               |                          |                               |            |
| 演出                         |                          |                               |            |
| 翻訳                         |                          |                               |            |
| 効果                         |                          |                               |            |
| 調整                         |                          |                               |            |
| 制作                         | 制作                     | 東北新社                      |            |
| 解説                         | 解説                     | 淀川長治                      |            |
| 初回放送                     | 初回放送                 | 1968年4月7日 『日曜洋画劇場』 |            |

ニューラインから2025年1月8日に発売された「吹替シネマCLASSICS」シリーズ『ヴェラクルス -TV吹替音声収録版-』にはNET版の日本語吹替を収録。一部音源の無い部分はオリジナル音声・日本語字幕となる。また吹替部分のみをシームレスで再生できる「日本語完全版再生機能」を搭載。

## ノベライズ
1955年鱒書房より発売された『西部映画小説集1』に収録。作者は大坪砂男で、東京創元社より発売された『大坪砂男全集3　私刑』（ISBN 978-4-488-42513-5）にも収録された。